# Krúdy Gyula Városi Könyvtár

## A várpalotai Krúdy Gyula Városi Könyvtár története
Az 1886. december 12-én létrejövő várpalotai Iparos Olvasókör könyvtára az egyik legfontosabb könyvtári előzmény, amelynek az 1945 után megmaradt könyveire építve kezdte meg működését a várossá nyilvánított Várpalota első városi könyvtára. Ezzel az olvasókörök könyvtáracskáit felváltotta a központilag, ideologikusan irányított városi könyvtár, amely 1954. augusztus 20-án egy kisajátított cipészműhelyben kezdte meg működését. 
Jelentős változás állt be a könyvtár életében 1963. december 2-án. Nemcsak azért, mert a könyvtár felvette a Krúdy Gyula nevet (a névadó ünnepségen az író leánya, Krúdy Zsuzsa is jelen volt), hanem mert ekkor avatták fel a Kossuth utca 6. szám alatti megüresedett iskolaépület földszintjére költöztetett felnőttkönyvtárat. Az új közösségi tér 180 m2 alapterületen tudta fogadni a könyvtár felnőtt olvasóit a kor színvonalán kényelmesnek számító olvasóteremmel szabadpolcos kölcsönzőtérrel. A könyvtár régi helyiségében pedig rá egy hónapra, 1964. január 1-jén új bútorokkal megnyílt a gyermekkönyvtár.
Könczöl Imre könyvtárigazgató, aki 1956-os tevékenysége miatt úgymond száműzetésként került Várpalotára, nagy hatással volt a várpalotai kulturális életre. Kiterjedt irodalmi kapcsolatainak és a Könyvtári esték című rendezvénysorozatának köszönhetően Várpalotát ez idő tájt (1960-as, 70-es években) a "költők Mekkájának" nevezték. Várpalota közönsége találkozhatott a kortárs írók, költők színe-javával, akik közül többen visszatérő vendégekké váltak: pl. Somlyó György (költő), Tornai József (költő), Erdélyi József (költő), Krúdy Zsuzsa (Krúdy Gyula lánya), Czine Mihály (irodalomtörténész), Csoóri Sándor (költő), Veres Péter (politikus, író), Tersánszky Józsi Jenő (író) továbbá neves előadóművészek is. Könczöl Imre szervezőmunkájának eredménye, hogy elkezdődött Várpalota kulturális és irodalmi múltjának tudományos igényű feldolgozása, illetve hogy megkezdődött a helytörténeti kutató- és gyűjtőmunka. Ennek a törekvésnek a jegyében alapozta meg Könczöl Imre a várpalotai Krúdy-kultuszt, és a várpalotai Bán Aladár nyelvész, költő, néprajztudós hagyatékából is ekkor szervezett különgyűjteményt.
A gyermekkönyvtár 1975-ben került a felnőttkönyvtárral egy épületbe, amikor a Kossuth u. 6. szám alatti épület emeleti része megüresedett, és a gyermekkönyvtári rész is ideköltözhetett. 
Ekkor a könyvtár 266 m2 alapterületűvé vált.
A Krúdy Gyula Városi Könyvtár jelenlegi helyére 1985-ben került. A Városi Tanács által felajánlott 650 m2-es épületrészbe beköltözött, korszerűsített könyvtárat 1985. április 11-én adták át ünnepélyes keretek között.
A könyvtárszakmában elterjedőben lévő számítógépesítés 1999-ben érte el a Krúdy Gyula Városi Könyvtárat, amikor a dokumentumállományának számítógépes feldolgozása megkezdődött. Ezzel egyidőben jelentek meg az internetes szolgáltatások. 
A könyvtárhasználók számára is szembetűnő és hasznos változást hozott a 2004. január 1-jén elindított számítógépes kölcsönzés.
2008. április 1-jén a fenntartó döntése alapján a Krúdy Gyula Városi Könyvtár részben önállóan gazdálkodó költségvetési szervből a Szindbád Nonprofit Kft. szakmailag önálló telephelyévé alakult. A Szindbád Nonprofit Kft. ügyvezető igazgatója Dr. Szabó Pál Csaba, a Szindbád Nonprofit Kft. – Krúdy Gyula Városi Könyvtár vezetője: Budai László.

## Állománya, gyűjteményei
Helyismereti gyűjtemény (Bán Aladár-hagyatékkal, Szíj Rezső-hagyatékkal), Olvasóterem, Zenemű- és médiatár, Gyermekrészleg, európai uniós kiadványgyűjtemény, Trianon különgyűjtemény, Idegen nyelvű könyvek, Ukrán kisebbségi különgyűjtemény, Cigány kisebbségi különgyűjtemény, Várpalotai Helyismereti Portál (elektronikus könyvtári gyűjtemény), kamaragaléria (helyi festőművészek alkotásaival).

## Vezetői
- Papszt Gizella könyvtárvezető 1952–1954
- Horváth István könyvtárvezető 1954–1955
- Korbuly Dezső könyvtárvezető 1955
- Németh Júlia könyvtárvezető 1955–1961
- Gróf Ervin könyvtárigazgató 1962
  - Szocialista Kultúráért (1955)
- Könczöl Imre könyvtárigazgató 1963–1980
  - Kitüntetés: Szocialista Kultúráért (1955, 1977)
  - Munka Érdemérem (1956)
  - Veszprém Megyéért aranyf. (1973)
  - Kiváló Munkáért (1980)
  - Várpalota Városért (1988)
  - Várpalota díszpolgári cím (posztumusz) (2015)
- Neményi László könyvtárigazgató 1980–1991
  - Kitüntetés: Szocialista Kultúráért (1970, 1980)
  - Veszprém Megyéért aranyf. (1985)
  - Kiváló Munkáért (1988)
  - Várpalota Városért kitüntetés (1991)
- Koncz Józsefné könyvtárigazgató 1991–2003
  - Kitüntetés: Szocialista Kultúráért (1978)
  - Várpalota Közművelődéséért (1994)
  - Várpalota Város Bardócz Endre Nívódíja (2000)
  - Veszprém Megyei Közművelődésért (2011)
- Szajp Istvánné könyvtárigazgató 2003–2007
  - Kitüntetés: Szocialista Kultúráért (1972, 1985)
  - Várpalota Közművelődéséért (1995)
  - Várpalota Város Mezei István Nívódíja (1999)
- Budai László könyvtárvezető 2008-
  - Várpalota Város Szelestey László Nívódíja (2019)

## Külső hivatkozások
- A Krúdy Gyula Városi Könyvtár honlapja
- A Krúdy Gyula Városi Könyvtár blogja[halott link]
- A Szindbád Nonprofit Kft. honlapja